# Sphaerospora renalis
Sphaerospora renalis är en djurart som tillhör fylumet Myxozoa, och. Sphaerospora renalis ingår i släktet Sphaerospora och familjen Chloromyxidae. Inga underarter finns listade i Catalogue of Life.